# Roberto de' Bardi
(Filippo Villani, Le vite d'uomini illustri fiorentini)
Roberto De' Bardi (Firenze, 1290 – Parigi, 1349) è stato un teologo italiano.
Figlio di Barduccio De' Bardi, notaio, studiò filosofia morale a Firenze e successivamente si specializzò in teologia alla Sorbona di Parigi. Dopo gli studi, nel 1318, si spostò come canonico a Glasgow e nel 1323 a Verdun. Ritornò infine a Parigi per lavorare come lettore di teologia alla Sorbona di cui, dal 1332 al 1349, ne divenne rettore, o come si diceva allora, cancelliere.
Proprio nella veste di "cancelliere" della Sorbona, ospitò Petrarca a Parigi e lo fece partecipare ai lavori universitari permettendogli di essere conosciuto come poeta e intellettuale anche in Francia. Per questo, nel 1340, poté invitarlo di nuovo a Parigi per conferirgli il titolo di poeta laureato. Onore che, tuttavia, Petrarca declinò preferendo laurearsi poeta a Roma visto che contemporaneamente aveva ricevuto un'offerta identica dal Senato capitolino.
Da molti suoi concittadini, anche a posteriori, venne considerato il massimo teologo dei suoi tempi, e forse non a torto se, per il suo prestigio accademico e la sua autorevolezza teologica, nel 1333 fu incaricato dal re di Francia, Filippo di Valois, di impugnare alcune tesi di Giovanni XXII. Come lui stesso racconta a Petrarca: "Ho esaminata la quistione promossa da Giovanni XXII sulla beatifica visione, a ciò confortato da Filippo re di Francia, il quale paventando che gli Italiani ed i Tedeschi, raunato un generale concilio e colto il pontefice in eresia, nol depongano ed eletto uno straniero non ritornino la corte papale in Italia, vuol che condannata sia l'opinione di Giovanni e che egli stesso si ricreda".
Ma, controversie teologiche a parte, nel corso della carriera accademica si occupò soprattutto di studiare e diffondere l'opera di Sant'Agostino come dimostrano anche alcuni suoi sermoni conservati nel codice MS Riccardiano XXV.